# Ezra Goldin
Ezra Goldin, né en 1868 et décédé en 1915, est un écrivain polonais juif de langue hébraïque et yiddish.

## Biographie
Ezra Goldin est né en 1868 à Luna, une ville proche de Grodno, dans l'Empire russe (maintenant en Biélorussie). Il fait ses études tout d'abord dans une école primaire religieuse, puis dans une yechiva. En 1886, il s'installe à Varsovie, adhère au mouvement juif des Lumières (Haskala] et un an plus tard, publie son premier livre, Shire no‘ar (Poèmes de jeunesse). C'est une anthologie de poèmes originaux et de poèmes traduits du russe, avec des thèmes nationalistes et une sensibilité émotionnelle typique de la poésie du mouvement Ḥibat Tsiyon (Amour de Sion). Il abandonne bientôt la poésie et se tourne vers la prose, publiant des histoires et des articles en hébreu et en yiddish dans la presse locale.
En 1893, il s'établit à Łódź, travaille comme marchand tout en y écrivant la plus grande partie de son œuvre en hébreu, romans et poésies. La majorité de ses romans d'abord publiée sous forme de série dans les journaux Hatsfira (Les temps) et Hakol (La voix) entre autres, est par la suite publiée sous forme de livre: Shekhol ve-almon (Deuil et veuvage) en 1893; Em u-vat (Mère et fille) en 1893; Li-Mekom Torah (À la place de la Torah) en 1894; Kereaḥ mi-ka’n umi-ka’n (Chauve des deux côtés) en 1896; et Demon Yehudi (Démon juif) en 1900.
Il écrit aussi des traités critiques sur la littérature juive. En 1896, il édite à Varsovie une anthologie littéraire Hazman (Le temps), qui contient des morceaux choisis des plus importants écrivains juifs d'Europe de l'est de cette époque dont Haïm Nahman Bialik, Shaul Tchernichovsky et Isaac Leib Peretz.
En 1907, il publie des histoires et des poésies en yiddish dans le Lodzher nakhrikhtn (Bulletin de Łódź) et de 1909 à 1913 principalement dans le Lodzher tageblat (Journal de Łódź).
Au début du XXe siècle, Goldin s'arrête d'écrire et travaille dans une usine de tissage. Après le déclenchement de la Première Guerre mondiale, il quitte Łódź avant que la ville ne soit occupée par les troupes allemandes, et après un voyage long et tortueux, il arrive à Riga, où il décède un an plus tard dans la misère.

## Analyse de ses romans
Les romans de Goldin représentent fidèlement le croisement historique et poétique de l'époque où ils ont été écrits, quand la fin de la période de la Haskala chevauche la période moderniste naissante de la littérature hébraïque. D'un côté ils critiquent sévèrement le mode de vie des Juifs lituaniens et dénoncent l'oisiveté, l'hypocrisie et aussi le marasme et la cruauté qui envahit cet environnement. Et d'autre part, ses romans dépeignent les rabbins et les enseignants comme des hommes nobles et spirituels, et décrivent avec passion les magnifiques Chabbats et fêtes religieuses juives, tels qu'ils sont célébrés dans les Shtetls. Une ambivalence similaire est apparente dans ses descriptions de l'esprit séculaire des Lumières européen, dont les avantages sont contrebalancés par les dangers posés à l'intégrité de la société juive.
Les écrits de Goldin alternent entre l'idiome maskilique, en donnant par exemple des noms bibliques aux Shtetls, et le réalisme, qui sera bientôt adopté dans la littérature hébraïque, et qui se manifeste dans ses descriptions détaillées de la réalité. Ses écrits présentent aussi une perspective romantique et émotionnelle de la réalité, et montrent un penchant pour l'exotisme, le grotesque et le mystère. Par exemple, dans son roman Demon Yehudi, il décrit le personnage d'un démon créé par les Juifs dans leur imagination.
Cependant, la réussite majeure de Goldin est son portrait de personnages non conformes au stéréotype de la littérature de la Haskala, et qui sont à la limite de la complexité psychologique. Un exemple frappant de ce type de personnage, est le protagoniste dans Kereaḥ mi-ka’n umi-ka’n. Le personnage oscille entre le monde de l'étude de la Torah et les Lumières séculaires, et qui à la fin est forcé de renoncer à son désir du véritable amour en faveur d'un mariage de convenance. Il est le précurseur de personnages plus complexes de déracinés qui seront repris dans la littérature hébraïque dite des déracinés, du début du XXe siècle. En effet, les plus fameux pionniers de cette école de littérature, Micha Josef Berdyczewski, Yossef Haïm Brenner et Uri Nisan Gnessin, ont porté une attention particulière aux histoires de Goldin et lui ont rendu dûment hommage dans leurs essais critiques.

## Ses œuvres actuellement disponibles
- (he):  Demon" Yehudi; éditeur: University of Michigan Library; (ASIN B0036VP4P6)
- (he):  Kerah Mi-kan U-Mi-kan; éditeur: Toshiya; Varsovie; (ASIN B001D1Q2MA)